# Чемпионат России по мини-футболу среди женщин 1996/1997
В пятом чемпионате России среди женских мини-футбольных команд высшей лиги планировалось участие 10-ти коллективов, которые в четыре тура (2 круга) должны были выявить победителя. Однако буквально за несколько дней до старта первенства с турнира снялась санкт-петербургская «Балтика». По ходу чемпионата прекратили своё выступление подмосковные «Спорт-исток» и «Орлёнок». В связи с финансовыми трудностями остальных команд вместо запланированных четырёх туров прошло только три — Москва 27-30 октября 1996, Люберцы, 25-28 января, Саратов — 7-12 апреля 1997 года.

## Итоговая таблица. Высшая лига
1. «Снежана» (Люберцы)
2. «Аврора» (Санкт-Петербург)
3. «Надежда» (Воскресенск, Московская область)
4. «Контур-Юниор» (Волгоград)
5. «Виктория» (Нижегородская область)
6. «Волжанка» (Саратов)
7. «Влада» (Владимир).

## Ссылка
- http://www.championat.com/other/article-117090-k-20-letiju-zhenskogo-mini-futbola-rossii-199697.html